# アフガニスタン＝中国国境

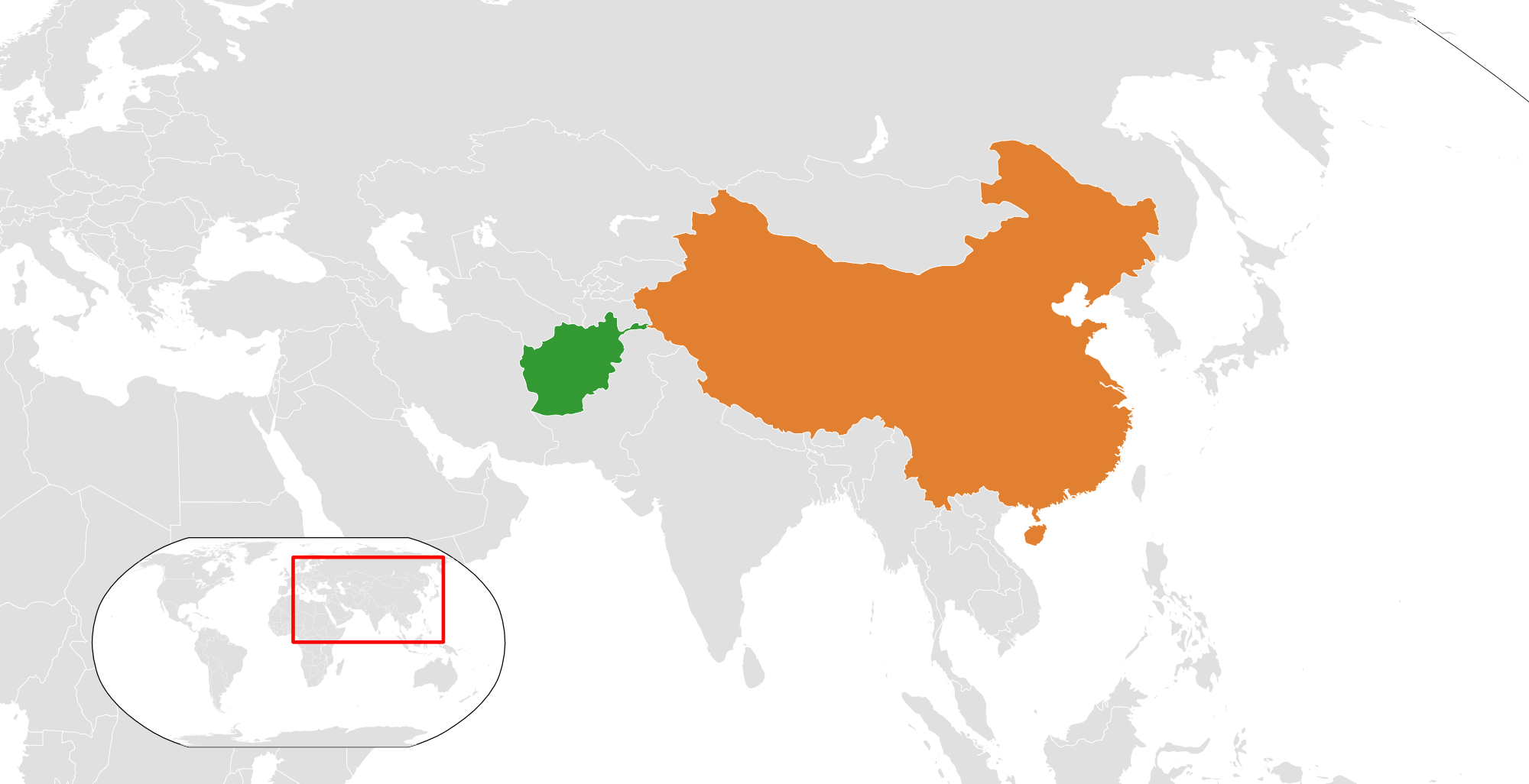
中国（オレンジ色）とアフガニスタン（緑色
）

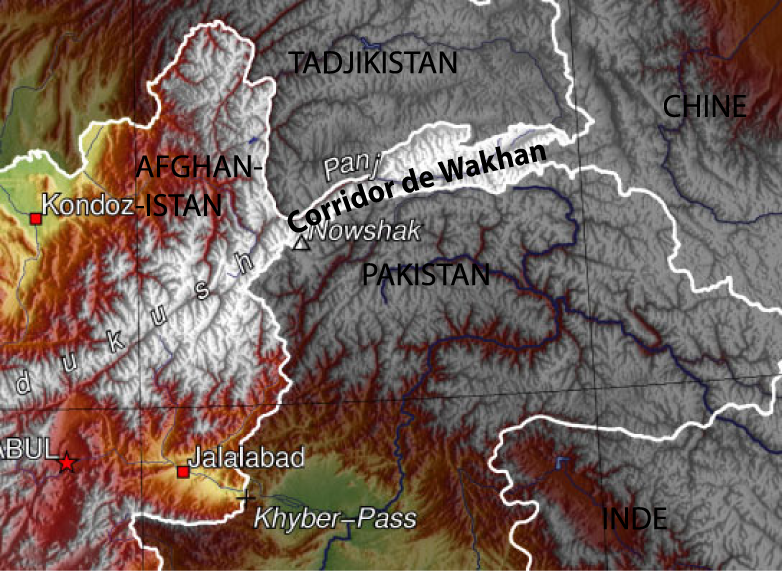
ワハーン回廊

アフガニスタン＝中国国境は、アフガニスタンと中華人民共和国との国境であり、その長さは76キロメートルである。

## 地理
パキスタンの実効支配地域であるギルギット・バルティスタン州との三国国境から始まり、タジキスタンとの三国国境に終わる。アフガニスタンの領土の主要領域から北東に細長く伸びたワハーン回廊の末端部にある。国境の中国側は、新疆ウイグル自治区タシュクルガン・タジク自治県のカラチグ谷である。国境は両側とも自然保護区であり、アフガニスタン側はワハーン回廊自然保護区、中国側はタシュクルガン自然保護区である。国境はワフジール峠が交差している。
アフガニスタンの時刻帯はUTC+4:30、中国の時刻帯はUTC+08:00であり、中国＝アフガニスタン国境における時差は3.5時間となる。これは世界で最も時差の大きい国境である。

## 歴史

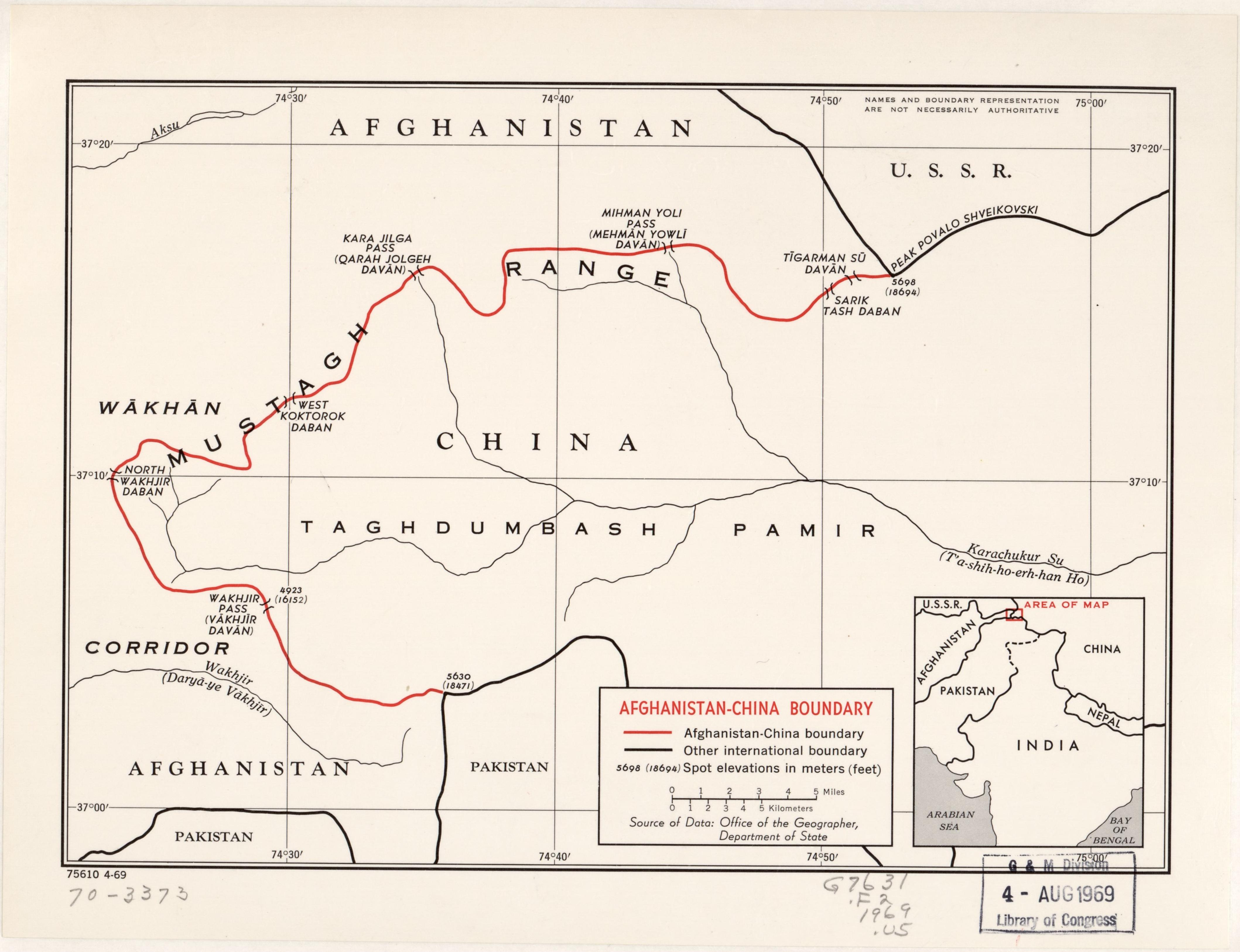
アフガニスタン＝中国国境 (1969)

この国境が通るあたりは、シルクロードの主要経路である。649年ごろ、玄奘三蔵がインドから中国に戻るときに、このルートを通ったと伝えられている。
中国とアフガニスタンとの境界線は、グレート・ゲームの一環として1895年にイギリスとロシアの間の合意により確立されたが、中国とアフガニスタンとの間での合意はなされていなかった。中国とアフガニスタンは1963年に国境を画定した。アフガニスタンは当時アフガニスタン王国だった。
最近では、ワフジール峠が、低強度薬物の密輸ルートとして使用され、アフガニスタンで製造されたアヘンを中国に輸送するために使用されていると考えられている。アフガニスタンは経済的理由やタリバンとの戦闘のための代替補給ルートとして、ワハーン回廊の国境を開放することを中国政府に打診している。しかし、中国は、回廊に接する新疆ウイグル自治州の情勢不安を主な理由として、それに抵抗している。2009年12月、アメリカ合衆国が中国に回廊を開放するように要請したと報告された。

## 交差する交通路
国境を通過する主な交通路はワフジール峠である。ワフジール峠は、シルクロード以来少なくとも千年以上は使用されている。それに加えて、小パミールの東端に位置するTegermansu峠もある。
これらの峠は、中国側で訪問者に対しては閉鎖されているが、その地域の住民と牧畜民には通行が許可されている。